# Jordan Romero
Pour les articles homonymes, voir Romero.
Jordan Romero, né le 12 juillet 1996, est un alpiniste américain originaire de Redlands (Californie), à 125 km à l'est de Los Angeles. Il devient le 22 mai 2010, à l'âge de 13 ans, la plus jeune personne à avoir gravi le plus haut sommet du monde, l'Everest, culminant à 8 849 mètres d'altitude. Pour cette ascension, Romero était accompagné de son père Paul Romero et de sa belle-mère Karen Lundgren, tous deux alpinistes, ainsi que de trois Sherpas nommés Ang, Dawa et Kharma. Il déclare rêver de grimper les plus hautes montagnes de chaque continent depuis sa troisième année du primaire alors qu’il passait tous les jours devant une fresque représentant les sept sommets dans son école. Le précédent record du plus jeune alpiniste à avoir conquis le sommet du mont Everest était jusqu'alors détenu par Ming Kipa, une jeune Népalaise âgée de 15 ans lors de son ascension en 2003.
Il devient le 24 décembre 2011 à l'âge de 15 ans, 5 mois et 12 jours, la plus jeune personne à avoir gravi les plus hauts sommets des sept continents.

## Liste des monts gravis
| Date           | Nom du mont   | Pays         | Continent        | Hauteur |
| -------------- | ------------- | ------------ | ---------------- | ------- |
| Avril 2006     | Kilimandjaro  | Tanzanie     | Afrique          | 5 892 m |
| Juillet 2007   | Elbrouz       | Russie       | Europe           | 5 642 m |
| Décembre 2007  | Aconcagua     | Argentine    | Amérique du Sud  | 6 962 m |
| Juin 2008      | Mont McKinley | États-Unis   | Amérique du Nord | 6 190 m |
| Septembre 2009 | Puncak Jaya   | Indonésie    | Océanie          | 4 884 m |
| Mai 2010       | Everest       | Népal, Chine | Asie             | 8 849 m |
| Décembre 2011  | Massif Vinson | Antarctique  | Antarctique      | 4 892 m |

Il avait déjà gravi précédemment le point culminant de l'Afrique, le Kilimandjaro à 5 891,8 mètres d'altitude en Tanzanie à l'âge de 9 ans ; l'Elbrouz, situé dans le nord du Caucase, en Russie, plus haut sommet de l'Europe avec ses 5 642 mètres ; l'Aconcagua, point culminant de la cordillère des Andes, surnommé le « colosse de l'Amérique » situé en Argentine et qui s'élève à 6 962 mètres ; le mont McKinley, plus haute montagne d'Amérique du Nord situé au centre de l'Alaska aux États-Unis et culminant à 6 190 mètres ; et le Puncak Jaya ou pyramide Carstensz, point culminant de l'Indonésie et de l'Océanie avec ses 4 884 mètres d'altitude.